# Doutrina da guerra justa

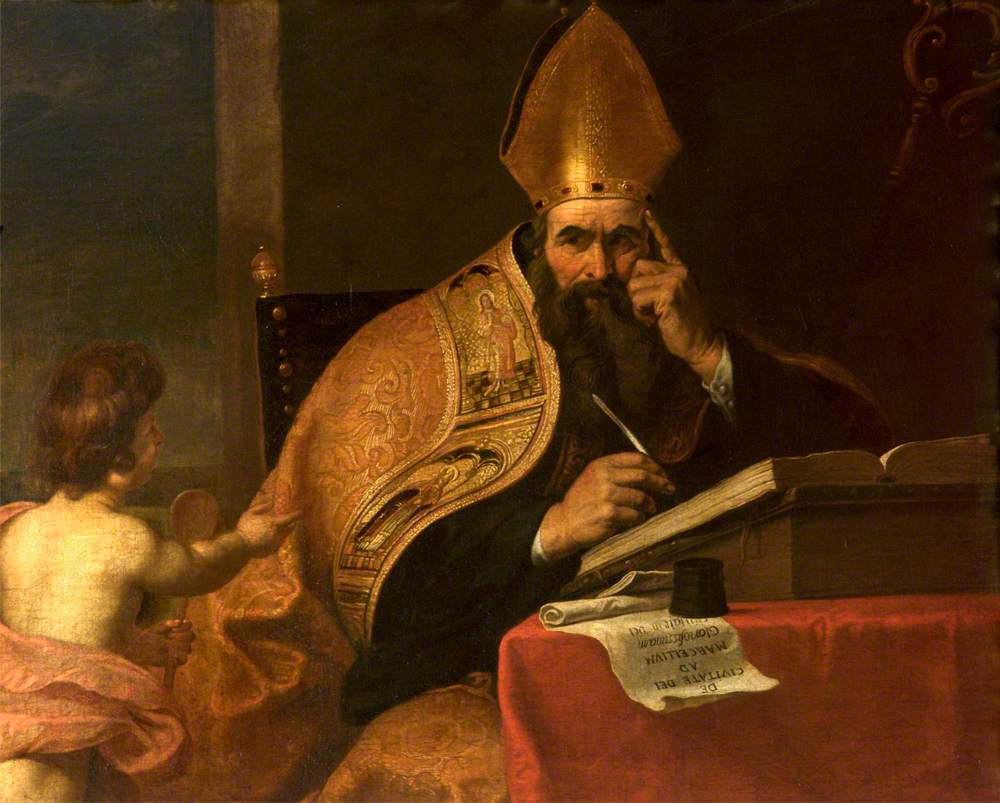
Santo Agostinho

A doutrina da guerra justa (em latim Bellum iustum ou jus ad bellum) é um modelo de pensamento e um conjunto de regras de conduta que define em quais condições a guerra é uma ação moralmente aceitável. A doutrina se refere mais particularmente à guerra preventiva e a noção de prova do casus belli tem pouca relevância.
O conceito foi cunhado por Agostinho de Hipona (354-430), inspirado em Cícero, e foi frequentemente usado como justificativa para as Cruzadas. Mas, além de Agostinho, muitos outros pensadores se inscrevem nessa tradição — Tomás de Aquino (1225-1274), Hugo Grócio (1583-1645), com seu influente livro Jure Belli ac Pacis ("Sobre os direitos de guerra e paz") de 1625, Francisco Suárez (1548-1617), Vattel (1714-1767), Francisco de Vitória (1548-1617), Samuel Pufendorf (1632-1704) e Christian Wolff (1679-1754). Porém, Grócio é provavelmente aquele que mais se dedicou à elaboração do conceito e da doutrina.
O uso da expressão "guerra justa", para avaliar formas de relações entre comunidades estrangeiras, foi próprio da cultura político-jurídica da Roma Antiga e, nesse sentido, tem-se o testemunho de Cícero. Em alguns trechos de duas das suas obras da maturidade, De republica e De officiis, Cícero ensina que havia bellum iustum quando os romanos entravam em guerra contra uma nação estrangeira que não tivesse atendido, no prazo de trinta dias, a um pedido de satisfações por eventuais danos sofridos ou temidos.